# Manresa House (Dublin)
Manresa House er et slot i Dollymount-området ved Clontarf i Dublin, nær Saint Anne's Park. Det blev opført i midten af 1800-tallet og i slutningen af 1800-tallet boede Robert Warren og Arthur Guinness her, og det er i dag en fredet bygning.
Den ejes af Society of Jesus som bruger det til arrangementer.